# 伍采克
《伍采克》（Wozzeck）是阿尔班·贝尔格的第一部歌剧。根据德国剧作家格奥尔格·毕希纳未完成的作品《伍采克》写成。共三幕，每幕由五个场组成。
贝尔格於1917年动笔，这时的他刚从第一次世界大战中退役。歌剧完成于1922年。埃里希·克莱伯在1925年12月14日柏林国家歌剧院指挥了歌剧的世界首演。
伍采克是无调性音乐的最佳典范之一。无调性的音乐很好的深化了主题，特别是用于表现疏远以及疯癫的变化。贝尔格深得老师阿诺·勋伯格的遗髓，甚至试图将人物的情感搬到舞台上以展现其变化。他的音乐的确成功的描述了这些东西，不单上面提到的两样东西，就是爱情和人性，以及伍采克与其他普通人一度，为了尊严而作的斗争都被他的音乐包容到了。贝尔格对市井生活的细致观察，使得他能够驾轻就熟地真实反映市民的日常生活。（酒店一场—玛丽房间内外）

## 人物
- 伍采克，一个士兵
- 玛丽，他的情妇
- 队长
- 安德雷斯，另一位士兵
- 医生
- 鼓乐队队长
- 玛格丽特

## 劇情大綱

### 第一幕
第一场：伍采克帮他的队长修胡子，队长就一边教他怎样活个永垂不朽。伍采克就反驳，他穷，就别指望他能够干干净净的过日子。
第二场：伍采克和安德雷斯在日落的时候砍柴。伍采克突然有不祥之感，安德雷斯要安慰他，但没什么效果。
第三场：玛丽房子外有一支部队经过。玛丽不安分，玛格丽特就去奚落她。伍采克回来，并告诉了玛丽刚才自己的不祥之感。
第四场：医生责备伍采克没有按照他的医嘱去做。（伍采克为了玛丽，给医生去做活体试验赚外快）但当听到伍采克精神不正常后，他反而高兴起来，想到自己的试验成功了。
第五场：玛丽暗恋着她房间外的鼓乐队队长，而队长也没放过机会去上一步，玛丽欲拒还迎。

### 第二幕
第一场：玛丽教孩子去上床睡觉，而后自己就试戴队长送的耳环。伍采克突然驾到，还问她耳环哪里来的，她着实吃惊不少，胡诌说耳环是捡的。伍采克给了她点钱就走了。玛丽深责自己太大意。
第二场：医生和队长在街上急步走着，医生嚷着要慢点。医生接着就吓队长，绘形绘色的给队长描述什么痛楚会降到队长身上。伍采克来了，前面两个人就联合起来，笑伍采克戴绿帽。
第三场：伍采克与玛丽对质，玛丽没有否认伍采克的怀疑。愤怒的伍采克要动武，玛丽就说，就是她爸爸也未敢碰她一个指头。 
第四场：伍采克透过人群看到玛丽和鼓乐队队长跳舞。猎人合唱过后，安德雷斯问伍采克怎么会一个人坐着？一个工匠酒后在长篇大论的胡扯，一个白痴走近伍采克，突然大喊，说伍采克有血腥味。
第五场：营房一夜，伍采克睡不着，也没让安德雷斯睡得着。鼓乐队队长醉着进来了，还跟伍采克打起来了。

### 第三幕
第一场：玛丽房间，时间是晚上，玛丽念着圣经。她突然大喊，请求宽恕。
第二场：伍采克和玛丽在森林里池塘边上散步。玛丽想逃，但伍采克没让她得逞。红色的月亮升起，伍采克横下心，宁为玉碎，不为瓦全，他用刀刺死了玛丽。
第三场：酒店里人在跳舞。伍采克进来，看到玛格丽特，和她跳舞还把她拉到自己膝盖上坐着。他骂她，然后要她给唱首歌。她唱了，然后才看到伍采克手上和肘上的血迹。人人都向他开枪。迷乱的伍采克冲出了酒店。 
第四场：回到凶案现场，伍采克想到凶器--刀会成为呈堂证供，就把刀给扔到池塘里去了。血红的月亮又出现了，伍采克步入池塘里淹死了。医生和队长路过，听到伍采克的呻吟，惊惶的走开了。
第五场：第二天，在日光下一群孩子在玩耍。消息传来，玛丽的尸体找到了，他们就一股脑地冲去看。除了玛丽的，他们还看到另外一具紧跟其后的尸体。